# James L. Dozier

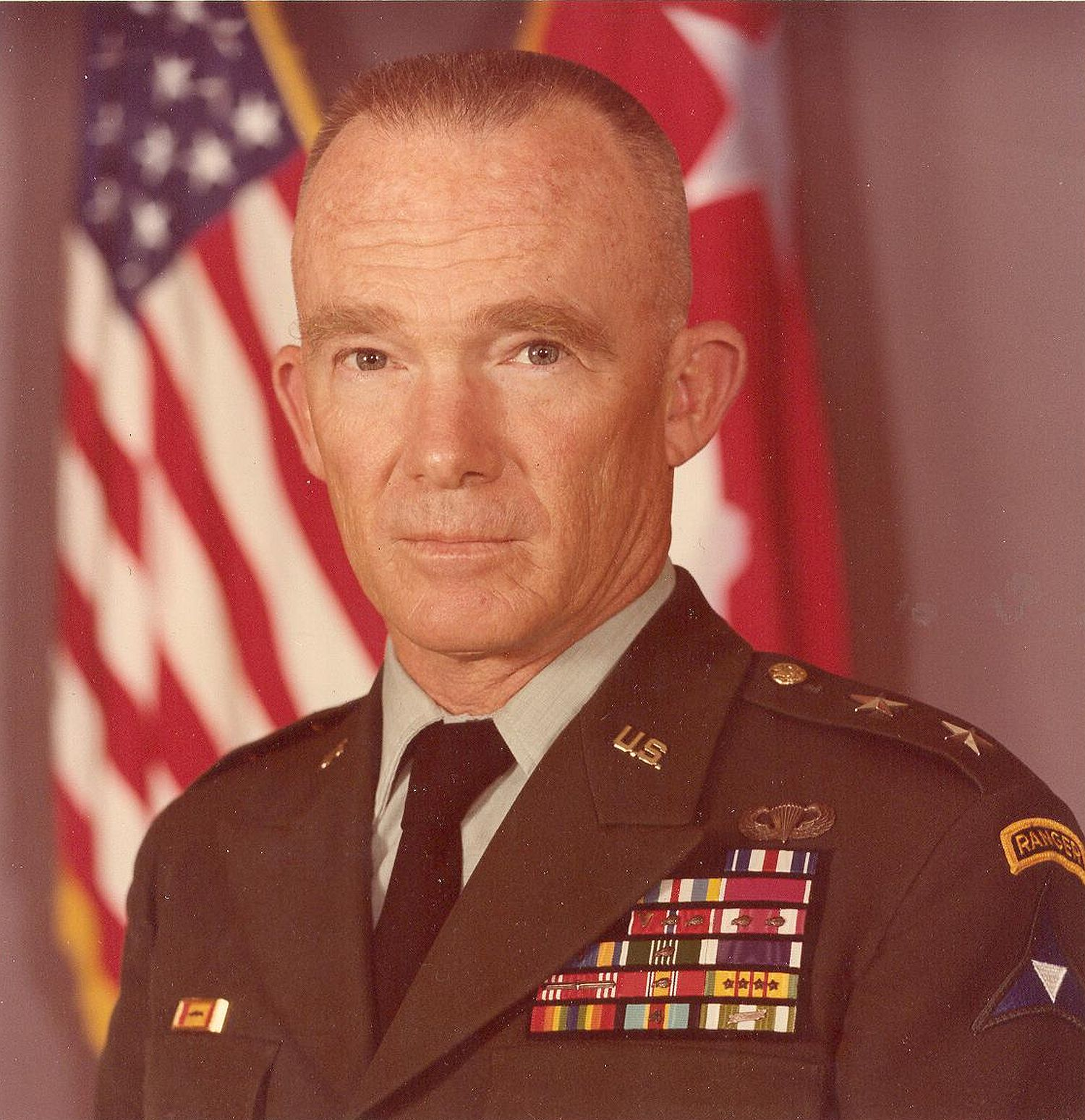
James Lee Dozier, 1980er

James Lee Dozier (* 10. April 1931 in Arcadia, Florida) ist ein ehemaliger Generalmajor der US Army. Am 17. Dezember 1981 wurde er in Italien von der Terrororganisation Rote Brigaden entführt und am 28. Januar 1982 durch das Polizei-Spezialkommando Nucleo Operativo Centrale di Sicurezza befreit.

## Leben
James Lee Dozier, Sohn von Joseph B. Dozier und dessen Ehefrau Leota Caruthers Dozier, absolvierte nach dem Schulbesuch eine Offiziersausbildung an der US Military Academy in West Point, die er 1956 mit einem Bachelor of Science (B.Sc.) beendete. Im Anschluss wurde er als Leutnant übernommen und fand verschiedene Verwendungen in Einheiten der US Army. Ein postgraduales Studium im Fach Luft- und Raumfahrttechnik an der University of Arizona schloss er 1964 mit einem Master of Science (M.Sc. Aerospace Engineering) ab. Er war zwischen 1971 und 1973 Kommandeur (Commanding Officer) der in Deutschland stationierten 1. Schwadron des zur 1. Panzerdivision (1st Armored Division) gehörenden 1. Kavallerieregiments sowie im Anschluss von 1974 bis 1976 Stabsoffizier im Büro des stellvertretenden Chefs des Generalstabes des Heeres für Forschung, Entwicklung und Beschaffung (Deputy Chief of Staff of the US Army for Research, Development and Acquisition) und in Personalunion Militärischer Assistent des Assistierenden Heeresministers (Assistant US Secretary of the Army).
Dozier war von 1976 bis 1978 Kommandeur der in Fort Hood stationierten 2. Brigade der 2. Panzerdivision (2nd Armored Division) und anschließend von 1978 bis 1979 Chef des Stabes dieser 2. Panzerdivision, ehe er dort von 1979 bis 1980 Chef des Stabes des III. US-Korps (III Corps) wurde.
Danach war Brigadegeneral Dozier zwischen 1980 und 1982 stellvertretender Chef des Stabes für Logistik und Verwaltung der Alliierten Landstreitkräfte der NATO in Südeuropa LANDSOUTH (Allied Land Forces Southern Europe). Während dieser Zeit wurde er am 17. Dezember 1981 in Italien von den Roten Brigaden entführt und am 28. Januar 1982 durch das Spezialkommando der Polizei NOCS (Nucleo Operativo Centrale di Sicurezza) und Kräften der Delta Force und einer amerikanischen Spezialaufklärungseinheit befreit.
Nach seiner Rückkehr diente er von 1982 bis 1983 als stellvertretender Kommandant der Schule der Panzertruppen (US Army Armor School) in Fort Knox sowie zuletzt zwischen 1983 und 1985 stellvertretender Kommandierender General des III. US-Korps in Fort Hood. 1984 wurde er zum Generalmajor befördert und 1985 in den Ruhestand versetzt.
Nach seinem Ausscheiden aus dem aktiven Militärdienst wechselte Dozier in die Privatwirtschaft und war von 1985 bis 1987 Präsident der Golden Grove Management Corporation sowie 1987 Präsident der Suncoast Media Group. Danach war er von 1988 bis 1993 Geschäftsführer der David C. Brown Enterprises und ist seit 1993 Eigentümer der JCS Group. Aus seiner am 30. Juni 1956 geschlossenen Ehe mit Judith I. Stimpson gingen ein Sohn und eine Tochter hervor.

## Auszeichnungen
Auswahl der Dekorationen, sortiert in Anlehnung der Order of Precedence of Military Awards:
- Army Distinguished Service Medal
- Silver Star
- Defense Superior Service Medal
- Legion of Merit
- Bronze Star (3 ×)